# Шпарнек
Шпарнек (нім. Sparneck) — громада в Німеччині, розташована в землі Баварія. Підпорядковується адміністративному округу Верхня Франконія. Входить до складу району Гоф. Центр об'єднання громад Шпарнек.
Площа — 16,36 км2. Населення становить 1564 ос. (станом на 31 грудня 2020).